# Petrarca madreporae
Petrarca madreporae är en kräftdjursart som beskrevs av Mark J. Grygier 1996. Petrarca madreporae ingår i släktet Petrarca och familjen Petrarcidae. Inga underarter finns listade i Catalogue of Life.